# ألبرتو إستيرلا (ممثل)
ألبرتو رودريغيز إستيرلا (بالإسبانية: Alberto Estrella)‏ هو ممثل مكسيكي، ولد في 23 سبتمبر 1962 بمدينة مكسيكو في المكسيك.

## وصلات خارجية
- ألبرتو رودريغيز على موقع IMDb (الإنجليزية)
- ألبرتو رودريغيز على موقع ألو سيني (الفرنسية)
- ألبرتو رودريغيز على موقع أول موفي (الإنجليزية)
- ألبرتو رودريغيز على موقع قاعدة بيانات الفيلم (الإنجليزية)
- ألبرتو رودريغيز على موقع كينوبويسك (الروسية)